# Arta Terme
Arta Terme là một đô thị ở tỉnh Udine trong vùng Friuli-Venezia Giulia thuộc Ý, có cự ly khoảng 110 km về phía tây bắc của Trieste và khoảng 50 km về phía tây bắc của Udine. Tại thời điểm ngày 31 tháng 12 năm 2004, đô thị này có dân số 2.293 người và diện tích là 52,7 km².
Đô thị Arta Terme có các frazioni (đơn vị cấp dưới, chủ yếu là các làng) Avosacco, Cabia, Cedarchis, Lovea, Piano d'Arta, Piedim, Rivalpo, và Valle.
Arta Terme giáp các đô thị: Moggio Udinese, Paluzza, Paularo, Sutrio, Tolmezzo, Treppo Carnico, Zuglio.